# Guanacaste National Park (Belize)
Guanacaste National Park ist ein 20 ha großer Park im Cayo District in Zentral-Belize. Er ist benannt nach einem großen Guanacaste-Baum, der nicht gefällt wurde, weil sein Stamm dreigeteilt ist und dies die Holzqualität vermindert.

## Geographie
Der Guanacaste National Park liegt im Norden von Belmopan, nördlich des Western Highway und östlich der Roaring Creek bridge. Dort mündet der Roaring Creek in den Belize River.

## Geschichte
Der Park wurde 1973 als Crown Reserve gegründet und 1990 als Nationalpark ausgewiesen und später in die Verantwortung der Belize Audubon Society übergeben. Der Park ist der am leichtesten zugängliche Park der Schutzgebiet der Belize Audubon Society. Seine Nähe zu den wichtigsten Städten in Belize macht ihn zu einem beliebten Ausflugsziel.
Der Park ist tagsüber zugänglich und offen von 8.00 bis 16.30 Uhr. Es werden Zugangsgebühren erhoben. Es gibt ein Bildungszentrum, einen Souvenirladen und mehr als 3,6 km Wanderwege. Es wird empfohlen, lange Kleidung zu tragen, um Schutz vor giftigen Pflanzen zu gewähren.

## Fauna und Flora
Außer dem berühmten Guanacaste-Baum gibt es im Nationalpark eine ganze Reihe weiterer Baumarten wie Regenbaum (Albizia saman), Große Sapote (Pouteria sapota), Schizolobium parahyba und Amerikanisches Mahagoni (Swietenia macrophylla), der Nationalbaum von Belize. Die Biodiversität ist auch durch die Artenvielfalt an Tieren im Park deutlich. Unter anderem kommen Weißwedelhirsch, Jaguarundi, Wickelbär und Neunbinden-Gürteltier vor. Der Park ist auch ein beliebter Platz zur Vogelbeobachtung. Es wurden über einhundert verschiedene Spezies nachgewiesen, unter anderem Diademmotmot (Momotus lessonii), Ameisendrossel (Formicarius analis), Rußspecht (Leuconotopicus fumigatus), Schwarzkopf-Trogon (Trogon melanocephalus), Rotstirnamazone (Amazona autumnalis), Magnolienwaldsänger (Setophaga magnolia), Gürtelfischer (Megaceryle alcyon) und Gelbbürzel-Attilatyrann (Attila spadiceus).